# 渋谷ハロウィン

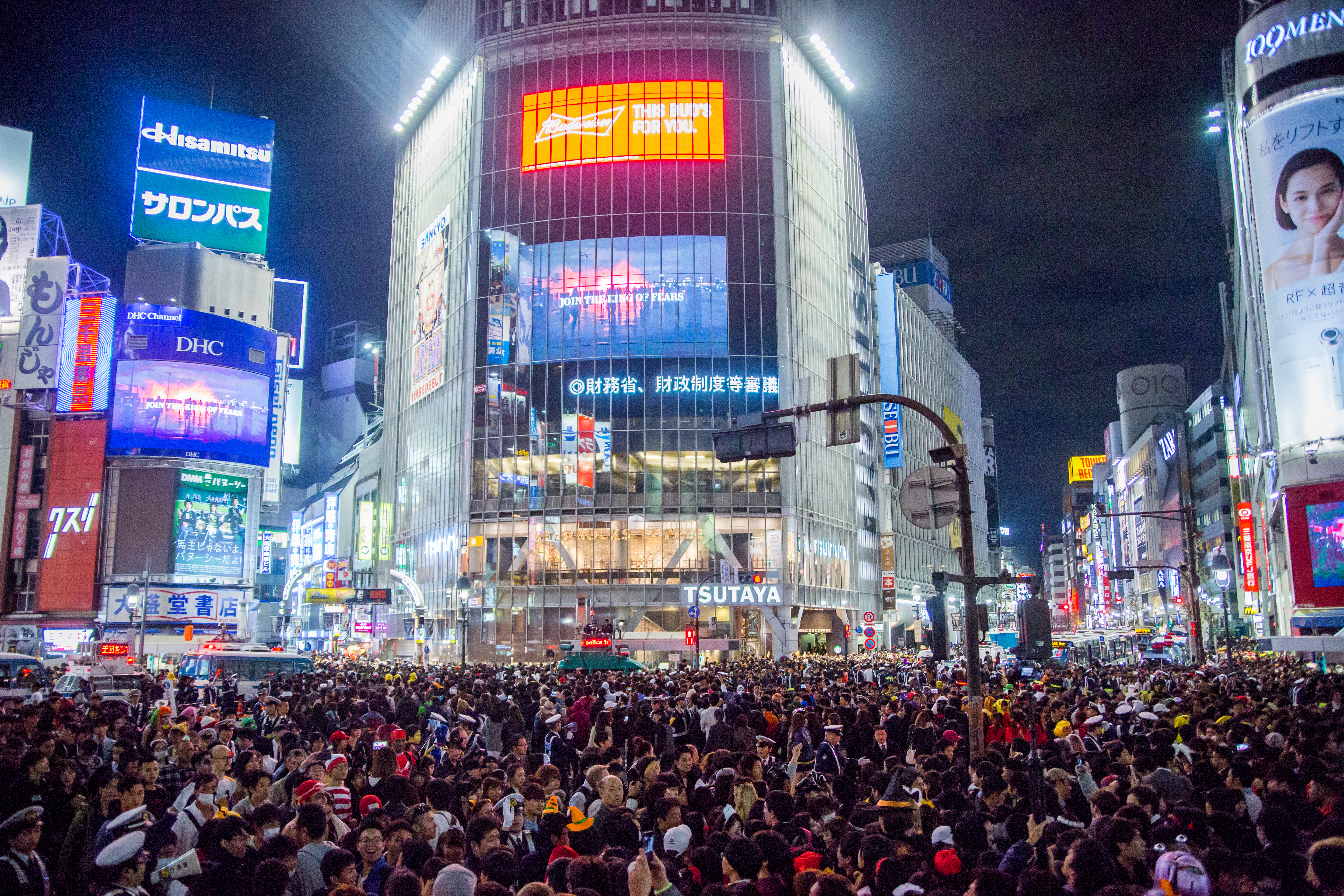
2017年の渋谷スクランブル交差点の様子

渋谷ハロウィン（しぶやハロウィン）は、東京都渋谷区の渋谷駅周辺（主に渋谷、道玄坂、神南、宇田川町）において、毎年ハロウィンを中心として自然発生した一大イベントである。通称「渋ハロ」。
渋谷ハロウィンは特に主催者が存在せず、多くの群衆がハロウィンとその周辺の日に多く集まるのが特色である。

## 概要
渋谷ハロウィンは世界的にも有名なイベントの一つで、2009年頃から盛り上がりを見せ、2013年にはその規模が一段と大きくなり、2020年にCOVID-19（新型コロナウイルス）の世界的流行によって一時的に規模が小さくなったものの、その後も更なる盛り上がりを見せた。
渋谷には仮装パーティーやイベントを主催するクラブやライブハウスが渋谷に数多く集積していること、さらに「2002日韓サッカーW杯」以来、渋谷スクランブル交差点が「ハレの日」の舞台として顕在化したことから、何か若者の心を揺さぶるようなイベントがあるごとに、若者が多く渋谷に集まるようになった。また、渋谷の街が持つ新しいカルチャーに対する「寛容性（＝包容性、安全・安心性）」の高さも、こうした風潮を促進させることとなった。こうした盛り上がりは、「クールジャパン」として外国人観光客や海外メディアからも注目されている。
2015年のハロウィンに都内各地を取材したジャーナリストの松谷創一郎によると、渋谷でのハロウィンは参加者の年齢層が低く騒がしい傾向にあるとした。
一方で2018年には、一部の参加者が軽トラックを横転させる事件が発生。これを筆頭に、痴漢、喧嘩、破壊行為、路上のゴミ散乱など、参加者の逸脱した行為が問題視され、渋谷在住者だけでなく世間からも批判の声も次第に大きくなった。

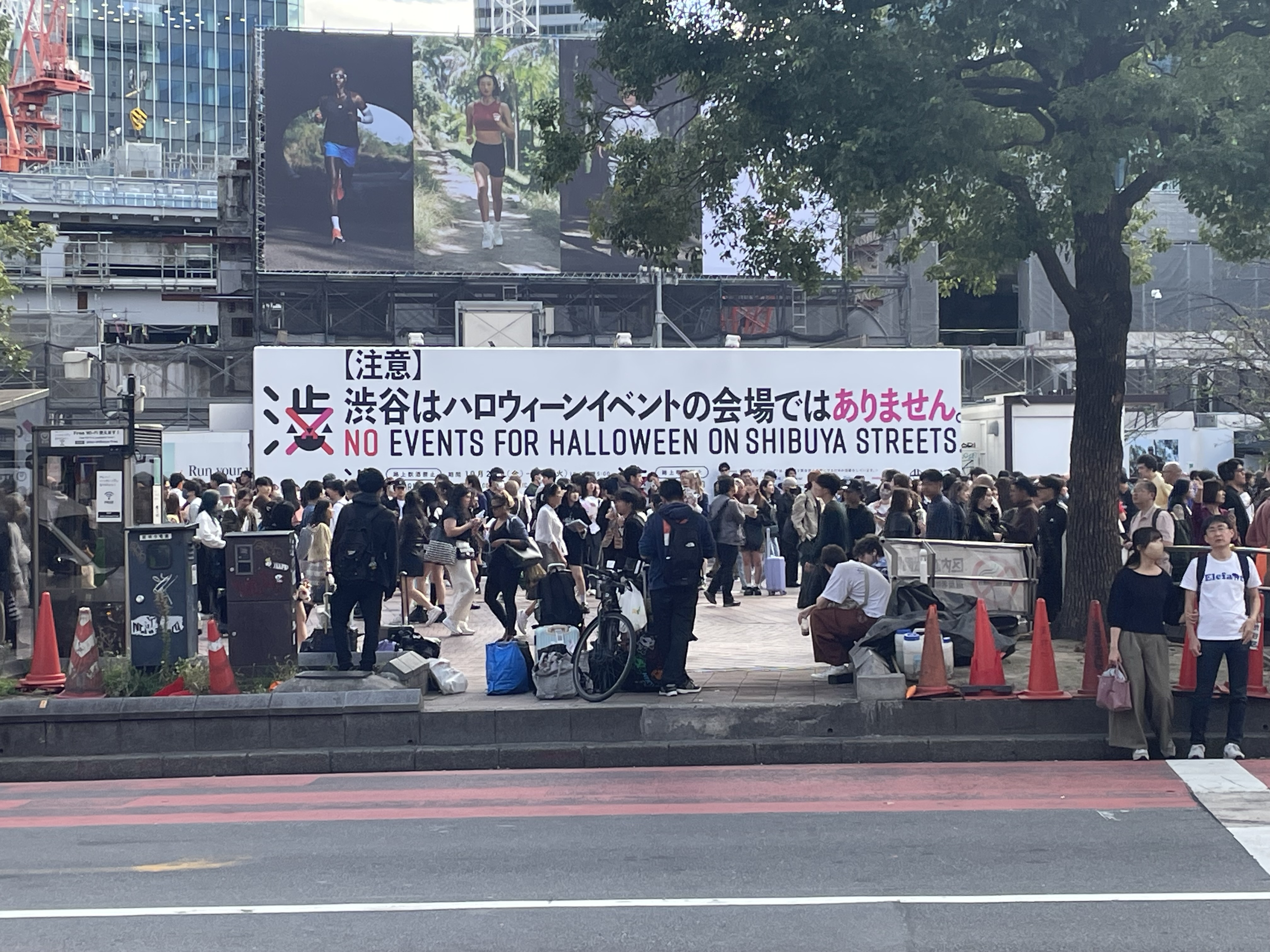
2023年、渋谷での路上ハロウィンの禁止を呼びかける掲示

2023年、群集事故を懸念した渋谷区がハロウィン目的で渋谷に来ないでほしいと要請し、厳戒態勢がとられるなど、実質的にハロウィンが禁止される、異例の事態となった。

## 歴史
日本に於けるハロウィンの原点は原宿にある玩具店だとされ、その後、ハロウィンはテーマパークや地域の商店街などが主催するイベントとして日本中に広がった。
渋谷に人が集まるようになったのは2002 FIFA 日韓 ワールドカップとされ、このころから年越しやサッカー日本代表戦といったイベントの後は渋谷に集まるという風潮ができた。2000年代後半から渋谷ハロウィンに仮装者が現れるようになり、この規模は2013年から大きくなったものとされる。
2014年では、ハロウィン当日が週末の金曜日と重なったことから街にスクランブル交差点からセンター街まで気合いの入った仮装で渋谷の街を練り歩く若者たちで溢れかえり、メディアでも大きな話題となった。その仮装もゾンビやフランケンシュタインなどの定番から、当時の流行であったキャラクターや世相を反映したものまで様々であった。その一方で、路上に大量のごみが放置され、渋谷駅や商業施設のトイレが仮装用の血のりで汚されるなどし苦情が寄せられた。
2015年、ジャーナリストの松谷創一郎によると、2015年の仮装の内容は、昨年のそれと大きくさま変わりしていたという。2014年に多かったのは、制服＋ゾンビメイクや『アナと雪の女王』であったが、2015年に目立ったのは、大ヒットした作品である『ミニオンズ』や『進撃の巨人』のコスプレなどで、前年に多かった日本エレキテル連合（未亡人朱美ちゃん）の仮装は全く見られなかったという。このように、渋谷のハロウィンの仮装は非常に流動的であり、時の世相に大きく左右されるとした。また小悪魔をモチーフにしたコスチュームがその年のドン・キホーテでもっとも売れたという。なお、前年の苦情をきっかけに渋谷駅近くの公園に着替えやメイクをするテントを設置し、ポイ捨て防止のためにごみ袋も配るなど、区による対策を始めたが、着替え用のテントは渋谷の中心地から遠かったため効果は限定的であった。
2018年のハロウィンでは、若者らが軽トラックを横転させるという事件が起き、この事件で、警視庁は関与した疑いがある17～37歳の男15人を特定し、このうち特に悪質性が高かった20代の男4人を、暴力行為等処罰法違反（共同器物損壊）の疑いで逮捕、関与した11人も書類送検された。それ以外にもこの年の10月27日～11月1日のハロウィン前後に窃盗や暴行、痴漢などの疑いで計19人が逮捕されるなど、参加者による行動が社会問題に発展した。
2020年、渋谷ハロウィンは新型コロナウイルス感染症の世界的流行の中で行われた。緊急事態宣言下、日常生活にも制約が課せられる中、渋谷には「ホーム・ハロウィーン」などのメッセージボードが掲げられるなどの区による来訪自粛の呼び掛けや、渋谷区公認の仮想空間の街「バーチャル渋谷」がClusterで公開されるなどのオンラインでのイベント開催により、街は例年と様変わりし、いつもの年なら仮装した大勢の若者らでにぎわう渋谷も人出は控えめであった。しかしながら、例年よりもまばらであったものの仮装した人は存在し、人気漫画「鬼滅の刃」のキャラクターやメイド服姿の若者らも居た。
2022年、ハロウィン直前だった10月29日の夜に韓国でソウル梨泰院雑踏事故が発生。邦人2名を含む150人以上が犠牲となった。渋谷は細い路地が多く群集事故が起こる可能性があり、渋谷区は10月31日、長谷部健区長名でメッセージを発信し、「外国の方も含め、ただ仮装を見に来るだけの野次馬的な目的での来街はお控えください」と呼びかけ、厳戒態勢を敷いた。
2023年、渋谷ハロウィンに「ハロウィン目的で渋谷駅周辺に来ないでほしい」という渋谷区長による文言が発せられ、路上飲酒の制限や、ハチ公像周辺に囲いを設置し立ち入り禁止にするなど、史上最大規模の警戒態勢がとられることとなった。この警戒は、長谷部区長が前年の10月下旬に起きた梨泰院での群集事故により多数の犠牲者が発生したことで、群集事故を懸念しており、このような異常ともいえるイベントにメスを入れなければ、今回でなくとも何れ、凄惨な事故につながる可能性が高いためであるという。然し、このように一方的に民衆の楽しみを制限しようとする渋谷区当局に対して著名人が意見するなど、話題となった。
2023年のハロウィンは結果として、ピーク時の人出は前年比で35％減となり、長谷部区長は、「おおむね区の発信にご理解をいただき、渋谷としては静かなハロウィーンだった」と振り返った。
渋谷駅前に掲げられた看板は毎年、2019年の「ハロウィーンを渋谷の誇りに」、2020年の「今年のハロウィーンは外出自粛モードで安全に」、2022年の「ルールを守る人は渋谷を守る人」というように変遷している。この中でも、特に2019年のメッセージは一読すると、区としてハロウィーンイベントをポジティブに捉えているようにも見えることから、渋谷区の二枚舌ともいえる姿勢に対し疑問を呈する意見も存在している。他にも、渋谷区自身が訓戒のような看板を掲げるのではなく、寧ろ若者の反骨心を煽り、渋谷ハロウィンをポジティブなイメージからネガティブなイメージへと転換していき、「ダサい」イベントとすることで若者の反骨心を煽ればよいのでは、という意見もある。

## 批判
新型コロナウイルス感染症の流行中における、非常識とも言える渋谷での仮装、着替えのために商業施設のトイレを占拠、血糊による汚損、ゴミの不法投棄、路上飲みが横行し、ゴミの散乱や騒音などの迷惑行為が深刻化している。こうした馬鹿騒ぎとも言える渋谷のハロウィンには非難の声が多く、PR TIMESの調査では、実に8割に上る渋谷駅利用者が渋谷ハロウィンは中止するべきとしている。
渋谷センター商店街振興組合理事長の小野寿幸は、渋谷のハロウィンを「変態仮装行列ですよ」「ハロウィンに来るのは6割が若者で、4割が〝ばか者〟ですよ」と批判した。反響として寄せられた200通のメールはおおむね好意的な内容だったという。